# 盖瑟尔巴赫
盖瑟尔巴赫是德国巴伐利亚州的一个市镇。总面积9.64平方公里，总人口2124人，其中男性1044人，女性1080人（2011年12月31日），人口密度220人/平方公里。